# Pie de la Cuesta, Querétaro Arteaga
Pie de la Cuesta är en ort i Mexiko.   Den ligger i kommunen Pinal de Amoles och delstaten Querétaro Arteaga, i den centrala delen av landet, 190 km norr om huvudstaden Mexico City. Pie de la Cuesta ligger 1 450 meter över havet och antalet invånare är 131.
Terrängen runt Pie de la Cuesta är kuperad åt nordväst, men åt sydost är den bergig. Runt Pie de la Cuesta är det ganska glesbefolkat, med 36 invånare per kvadratkilometer. Närmaste större samhälle är Jalpan, 9,4 km norr om Pie de la Cuesta. I omgivningarna runt Pie de la Cuesta växer huvudsakligen savannskog.